# Задарски партизански одред
Задарски народноослободилачки партизански (НОП) одред је био партизанска јединица у саставу Народноослободилачке војске и партизанских одреда Југославије током Другог светског рата у Хрватској.

## Историјат
Формиран је средином октобра 1943. у околини Задра, од једног батаљона НОП одреда Плави Јадран. Крајем октобра 1943. имао је 470 бораца; једно време у његовом саставу налазио се и италијански батаљон Гофредо Мамели (формиран од италијанских војника који су прешли на страну НОВЈ). Задарски НОП одред је до краја 1943. водио борбе на подручју Равних котара и на севернодалматинским острвима, у којима је заробио и неколико непријатељских бродова. Почетком 1944. је расформиран. Делом људства попуњена је 19. дивизија, а од другог дела формиран је Задарски батаљон (око 150 бораца). Почетком марта 1944. од Задарског батаљона и нових бораца поновно је формиран Задарски одред и средином априла упућен у рејон Стариграда, одакле је до краја јуна са батаљоном Плави Jадран изводио успешне препаде на усташко—домобранске посаде у Новиграду, Вињерцу, Поседарју, Сливници и на друге непријатељске посаде у Равним котарима. Средином јуна у његов састав улази батаљон Плави Јадран. У првој половини јула Задарски одред  учествује у борбама против усташа и домобрана на подручју Лике, код Госпића, заједно с јединицама 35. дивизије. Затим поновно дејствује у рејону Стариграда и у Равним котарима, а 1. августа 1944. даје један батаљон за попуну јединица 19. дивизије. Два његова батаљона продужују да дејствују у Равним котарима и заједно са 6. бригадом 19. дивизије воде успешне борбе против усташких и четничких јединица, а у септембру и у октобру садејствују јединицама 19. дивизије у нападима на непријатељева упоришта у северној Далмацији. Задарски НОП одред је око 18. новембра расформиран, а његово људство ушло је у састав 6. и 14. бригаде 19. дивизије.